# Lmg-Pist 41/44
A Lmg.-Pistole Mod. 1941/44 – também conhecida como Furrer MP 41/44, MP41/44 e LMG-Pistole – foi a primeira submetralhadora fabricada na Suíça para o Exército Suíço. A arma utilizava um complicado mecanismo de recuo curto operado por alternância para seu funcionamento e corresponde ao da Furrer M25, razão pela qual também é chamada de Lmg.-Pistole.
A Lmg-Pist 41/44 foi fabricada com tolerâncias rigorosas aos seus componentes e era difícil de limpar e manter em condições de campo. Vários milhares de exemplos desta arma cara e sofisticada serviram com as forças militares suíças ao lado de um grande número de submetralhadoras Suomi KP/-31 MP43/44 de produção sob licença.
Devido ao seu projeto abertamente complexo e alto preço, a Lmg-Pist 41/44 é considerada uma das piores armas de fogo de serviço não apenas da Segunda Guerra Mundial, mas da história.

## Variantes
A Lmg.-Pistol Mod. 1941 foi originalmente fabricada com eixo de baquelite.
A Lmg.-Pistol Mod. 1941/44 apresenta as seguintes modificações: 
- A cobertura protetora lateral da articulação do joelho não pode mais ser removida. Soldada com 3 pontos
- Cames para fixar a alavanca de manejo, a alavanca de manejo também teve que ser adaptada.
- Reforço do eixo extrator.
- Envoltório do cabo removido do punho frontal.
- Haste de baquelite substituída por haste de madeira.

## Operadores
- Suíça : adquirida pelo Exército Suíço em 1943 durante a Segunda Guerra Mundial.[2] A arma esteve em serviço até o final da década de 1950.